# 酞嗪
酞嗪（英語：Phthalazine）是一种杂环化合物，化学式C8H6N2，由一个苯环与一个哒嗪环稠合而成。喹唑啉也可看做萘环的两个CH被N原子替换，这样的结构称为萘啶。酞嗪及其衍生物不存在于自然界。

## 构词
酞嗪的英語Phthalazine由Phthal，苯并，和azine，吖嗪构成

## 合成
1,2-二(二溴甲基)苯与肼缩合，或用磷和氢碘酸还原氯酞嗪合成。

## 应用
酞嗪被用作有机合成的起始原料。